# Clayton Anderson

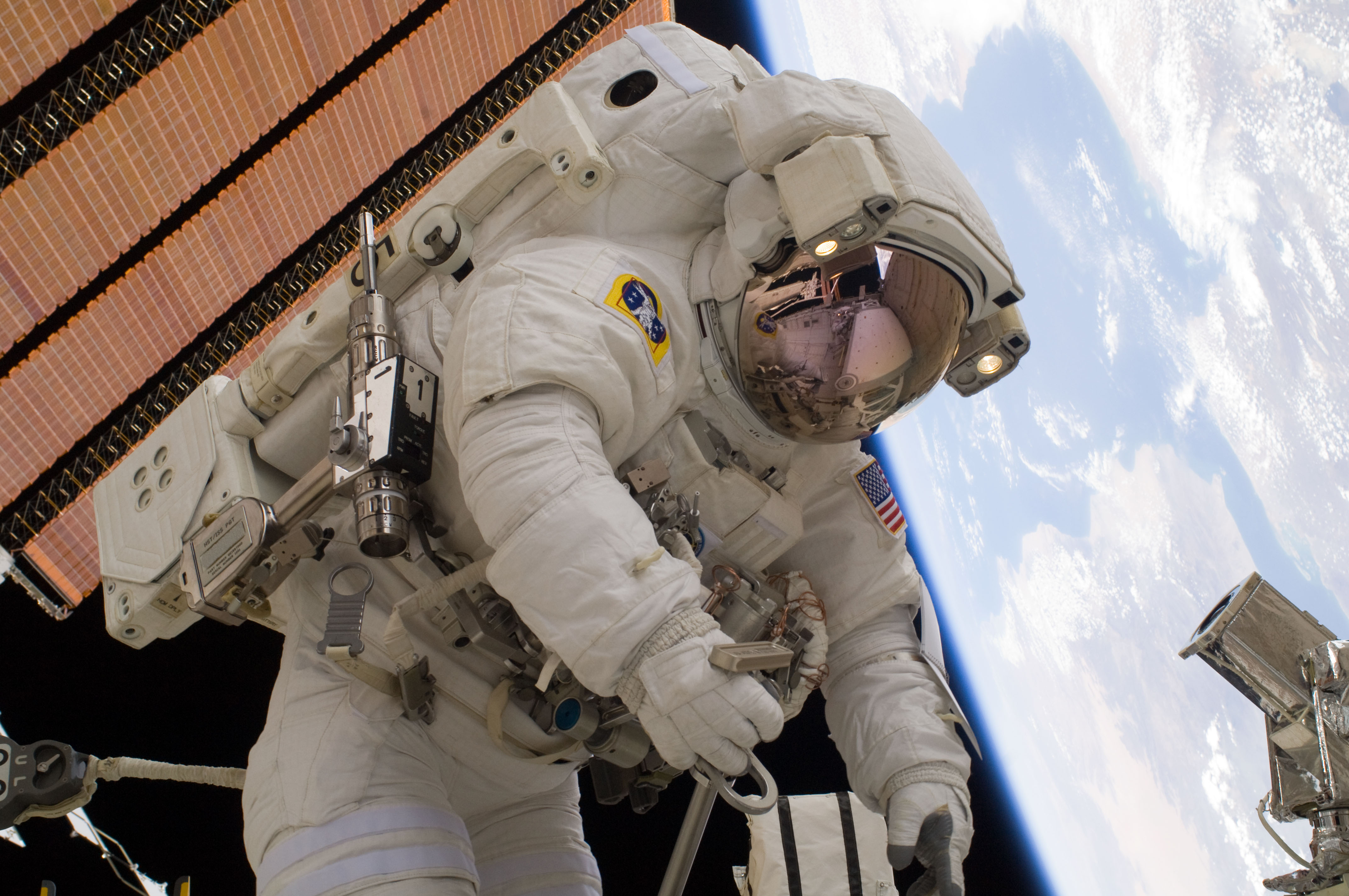
Misja STS-131 – Clayton Anderson podczas pracy w otwartej przestrzeni kosmicznej

Clayton Conrad Anderson (ur. 23 lutego 1959 w Omaha) – amerykański astronauta, inżynier, specjalista w dziedzinie techniki lotniczej i kosmicznej.

## Wykształcenie i praca zawodowa
- 1977 – ukończył szkołę średnią (Ashland-Greenwood High School) w Ashland w Nebrasce.
- 1981 – został absolwentem Hastings College, otrzymując licencjat w dziedzinie nauk ścisłych.
- 1983 – na Stanowym Uniwersytecie Iowy (Iowa State University) uzyskał tytuł magistra inżynierii lotniczej. Po studiach rozpoczął pracę w NASA w Johnson Space Center (JSC) w Wydziale Planowania i Analiz Misji (Mission Planning and Analysis Division). Brał udział w obliczaniu trajektorii planowanych misji wahadłowców.
- 1988 – przeszedł do Dyrekcji ds. Przebiegu Misji (Mission Operations Directorate), gdzie kierował zespołem zajmującym się obliczaniem trajektorii dla misji STS-34 (wyniesienie na orbitę sondy kosmicznej Galileo). Ponadto uczestniczył w zabezpieczeniu lotów STS-31 (sonda Magellan), STS-37 (Gamma Ray Observatory) i STS-46 (Tethered Satellite/EURECA).
- 1989 – został szefem sekcji obliczeń trajektorii startowych lotu (Ascent Flight Design Section), a po jej reorganizacji kierował Biurem Obliczeń Projektowych Lotu (Flight Design Engineering Office) Wydziału Projektów Lotu i Dynamiki (Flight Design and Dynamics Division).
- 1993 – został kierownikiem działu obliczeniowego misji kosmicznych (Chief of the Flight Design Branch).
- 1996 – do momentu przyjęcia do zespołu astronautów był szefem Centrum Operacji Awaryjnych (Emergency Operations Center) w JSC.

## Kariera astronauty
- 4 czerwca 1998 – został przyjęty do korpusu amerykańskich astronautów (NASA-17(inne języki)) jako kandydat na specjalistę misji.
- 1999 – zakończył szkolenie podstawowe, po którym otrzymał przydział do pracy w Biurze Astronautów NASA, w którym pełnił funkcję operatora łączności (CapCom).
- 2001–2002 – podczas pobytu stałej załogi nr 4 na Międzynarodowej Stacji Kosmicznej (ISS) był w zespole wspierającym astronautów przebywających na orbicie. Zajmował się przekazywaniem do stacji niezbędnych informacji o charakterze technicznym oraz organizował rozmowy załogi z rodzinami. Po zakończeniu misji przeszedł szkolenie w zakresie pracy w otwartej przestrzeni kosmicznej.
- 2003–2005 – w grudniu 2003 jako inżynier pokładowy został wyznaczony do załogi rezerwowej Ekspedycji 12 na Międzynarodową Stację Kosmiczną oraz do podstawowej w ramach Ekspedycji 14. Początkowo razem z nim w załodze byli Jeffrey Williams oraz Aleksandr Łazutkin. Jednakże w sierpniu 2005 z powodów zdrowotnych Łazutkina zastąpił Michaił Tiurin. Opóźnienia ze wznowieniem lotów wahadłowców spowodowały, że również Anderson został wycofany z tej załogi.
- 2006 – w maju NASA oraz Roskosmos oficjalnie ogłosiły skład załogi rezerwowej Ekspedycji 14. W jej skład wszedł Anderson wraz z Peggy Whitson i Jurijem Malenczenko. Miesiąc później obie agencje potwierdziły, że Andersona włączono również do załogi podstawowej Ekspedycji 15. W rezultacie późniejszych ustaleń został także członkiem Ekspedycji 16.
- 2007 – 8 czerwca rozpoczął swój pierwszy lot kosmiczny. Na orbitę wyniósł go wahadłowiec Atlantis (misja STS-117). Na Ziemię powrócił 7 listopada na pokładzie wahadłowca Discovery, realizującego misję STS-120.
- 5–20 kwietnia 2010 – odbył swój drugi lot kosmiczny na pokładzie wahadłowca Discovery w ramach misji STS-131[1].

## Odznaczenia i nagrody
- JSC Certificate of Commendation (1993)
- NASA Quality and Safety Achievement Recognition (QASAR) (1998)
- NASA Exceptional Service Medal (2008, 2011)
- NASA Space Flight Medal (2008, 2011)
- Medal „Za zasługi w podboju kosmosu” (2011, Rosja)[2]
- Universal Astronaut Insignia za lot orbitalny (nr 457) – Stowarzyszenie Uczestników Lotów Kosmicznych (Association of Space Explorers(inne języki))[3]

## Wykaz lotów
| Loty kosmiczne, w których uczestniczył Clayton C. Anderson                | Loty kosmiczne, w których uczestniczył Clayton C. Anderson | Loty kosmiczne, w których uczestniczył Clayton C. Anderson | Loty kosmiczne, w których uczestniczył Clayton C. Anderson | Loty kosmiczne, w których uczestniczył Clayton C. Anderson     | Loty kosmiczne, w których uczestniczył Clayton C. Anderson | Loty kosmiczne, w których uczestniczył Clayton C. Anderson |
| Nr                                                                        | Data startu                                                | Data lądowania                                             | Statek kosmiczny                                           | Funkcja                                                        | Czas trwania                                               |                                                            |
| ------------------------------------------------------------------------- | ---------------------------------------------------------- | ---------------------------------------------------------- | ---------------------------------------------------------- | -------------------------------------------------------------- | ---------------------------------------------------------- | ---------------------------------------------------------- |
| 1                                                                         | 8 czerwca 2007                                             | 7 listopada 2007                                           | STS-117, STS-120 Atlantis, ISS                             | Specjalista misji (MS-5) Inżynier pokładowy Ekspedycji 15 i 16 | 151 dni 18 godzin 23 minuty i 14 sekund                    |                                                            |
| 2                                                                         | 5 kwietnia 2010                                            | 20 kwietnia 2010                                           | STS-131 Discovery F-38                                     | Specjalista misji (MS-5)                                       | 15 dni 2 godziny 47 minuty i 10 sekund                     |                                                            |
| Łączny czas spędzony w kosmosie – 166 dni 21 godzin 10 minut i 24 sekundy |                                                            |                                                            |                                                            |                                                                |                                                            |                                                            |